# ט

筆記体

ט（テット、ヘブライ語: טי״ת, טֵית ṭet）はヘブライ文字の9番目の文字。ヘブライ数字の数価は9。

## 音声
本来はセム語に特徴的な強勢音のṭを表し、ヘブライ語のティベリア式発音ではアラビア語の「ط」（ター）と同様に咽頭化または軟口蓋化された無声歯茎破裂音(/ᵵ/)で発音された。
現代ヘブライ語では単なる無声歯茎破裂音/t/と発音され、「ת」（タヴ）と同音になる。

## 起源
この文字の起源は明らかでない。ウィリアム・オルブライトは紡錘を描いた文字に由来するかと言っている。